# New Hope Club

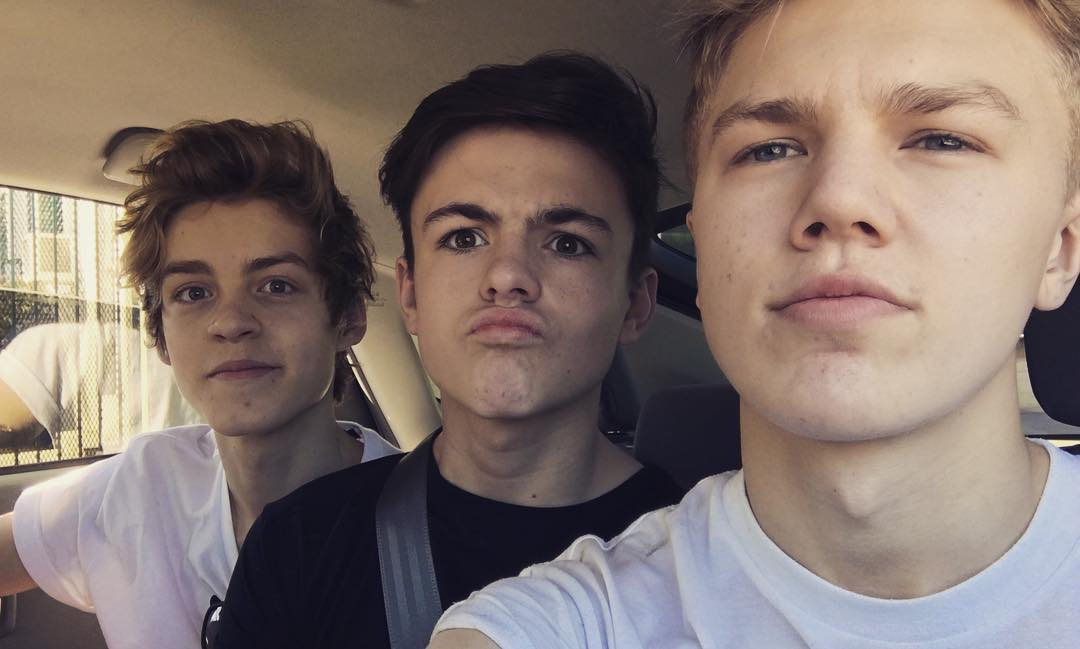
New Hope Club (2016)

New Hope Club ist ein britisches Pop-Rock-Trio (auch bekannt als NHC), bestehend aus Blake Richardson, George Smith und Reece Bibby, das 2015 gegründet wurde. Ihre Debüt-EP, Welcome to the Club, wurde am 5. Mai 2017 veröffentlicht. Am 14. Februar 2020 wurde ihr erstes Album veröffentlicht.

## Geschichte
Blake Richardson postete am 29. Juli 2014 sein erstes Cover That Girl von McFly auf YouTube. Ungefähr zur selben Zeit veröffentlichte auch George Smith seine ersten Cover. Reece Bibby war zu der Zeit noch Mitglied der Stereo Kicks, eine Boyband, die von der britischen Talentshow The X-Factor gegründet wurde.
Im Oktober 2015 gründeten Richardson und Smith New Hope Club. Im November 2015 kam auch Bibby hinzu, nachdem sich die Stereokicks getrennt hatten. Ihr erstes Cover zu dritt war Wake Up von den Vamps. Im Dezember 2015 unterschrieben sie einen Plattenvertrag mit Steady Records, die Plattenfirma von The Vamps.
Ihr EP wurde von Hollywood Records im Mai 2017 veröffentlicht. Das Musikvideo für ihr erstes Lied, Perfume, wurde im Januar 2017 veröffentlicht. Ihre zweite Single, Fixed, wurde zur gleichen Zeit wie das EP zum ersten Mal der Öffentlichkeit vorgeführt. Die Band wurde beim Teen Choice Award 2017 für die Auszeichnung Next Big Thing nominiert.
Am 6. Oktober veröffentlichte die Band das Musikvideo ihrer Single Water. Passend zu Weihnachten, schrieben New Hope Club ihren Weihnachtssong Whoever He Is, den es ab dem 1. Dezember 2017 zu kaufen gab. Im Januar 2018 gab die Band bekannt, die zwei Songs Good Day und Tiger Feet für den Film Early Man beigesteuert zu haben. Im April 2018 veröffentlichten sie ihre nächste Single Start Over Again, auf welche Medicine (Juni 2018) und Crazy (September 2018) folgten.

## Mitglieder
- Blake Richardson (* 2. Oktober 1999): Gesang, Gitarre und Klavier
- George Smith (* 9. März 1999): Gesang, Gitarre und Klavier
- Reece Bibby (* 13. August 1998): Gesang, Bass, Perkussion und Gitarre

## Tour
New Hope Club war die Vorband der britischen Gruppe The Vamps auf deren United Kingdom Tour 2016. Dort spielten sie meistens den Song Oh Cecilia (Breaking My Heart) gemeinsam mit The Vamps. Sie spielten 2017 auch als Vorband von Tini Stoessel auf ihrer Got Me Started Tour in Deutschland. Auch auf Sabrina Carpenters Tour durch Nordamerika 2017 konnte man New Hope Club hören und sehen. Im Herbst nahmen The Vamps sie wieder mit auf Tour. Gegen Ende 2017 gab die Band kleinere Auftritte in England. Im Januar 2018 spielten sie einige Konzerte in Asien. Sie waren auch Voract bei der Night and Day Tour von The Vamps und gingen mit ihnen 2018 auf USA-Tour und 2019 auf eine UK- und Irland-Tour namens "Four-Corners-Tour". Ihre erste eigene Tour durch Europa fand im April 2019 statt. Darauf folgte ihre erste eigene Welttournee die love again Tour, durch Asien, Amerika und Großbritannien sowie Europa. Ihre Oster-Tour musste aufgrund des Corona-Virus verschoben werden.

## Diskografie

### Alben
- 2020: New Hope Club

### EPs
- 2017: Welcome to the Club
- 2018: Welcome to the Club Pt. 2

### Singles
- 2017: Perfume
- 2017: Make Up
- 2017: Fixed
- 2017: Water
- 2017: Whoever He Is
- 2018: Good Day
- 2018: Tiger Feet
- 2018: Start Over Again
- 2018: Medicine
- 2018: Crazy
- 2018: Karma
- 2018: Let Me Down Slow (Live at the O2)
- 2019: Permission
- 2019: Love Again
- 2019: Paycheck (feat. Rookies)
- 2019: Know Me Too Well (feat. Danna Paola)
- 2022: Getting Better